# Shivaree
Shivaree — американський альтернативний рок-гурт, утворена в 1997 році. До складу входять Амброзія Парслі (Ambrosia Parsley, вокал), Денні Макгаф (Danny McGough, клавішні) і Дюк Маквінні (Duke McVinnie, гітара). Гурт записав 4 альбоми, продавши близько 500 000 екземплярів. Найвідоміша пісня Shivaree — «Goodnight Moon» (Добраніч, місяцю), випущена в 1999 році і яка прозвучала в серіалі «Бухта Доусона» (Dawson's Creek) і культовому фільмі «Вбити Білла 2», у фільмі «Мій хлопець псих», а також у фінальних титрах французької комедійної драми «Монік».

## Історія
Назва гурту походить від французького терміна «shivaree», що у приблизному перекладі означає жартівливу серенаду нареченим. Найчастіше використовується вираз в околицях річки Міссісіпі і на захід від неї. Гурт записав чотири повноцінних альбоми (один не поширювався у Північній Америці через розбіжності в контракті), мали сумарний тираж близько 500 тисяч копій. У своїй роботі вони довіряють багатьом іншим музикантам і на концертах зазвичай виступають разом з двома або трьома своїми співавторами. Гурт використовує у своїй музиці південні думки і образи, посилаючись на вплив Вільяма Фолкнера. Після розбіжностей в контракті з їх попередньою звукозаписною компанією здавалося, що гурт розпадеться після другого альбому. Проте пізніше виходить сингл та два нових альбоми.
Найвідоміша пісня «Goodnight Moon» (Добраніч, місяцю) стала визначною рисою третього і шостого сезонів телевізійного серіалу Бухта Доусона (Dawson's Creek), а також звучала в титрах культового фільму Квентіна Тарантіно Вбити Білла. Фільм 2. Звучала у фінальній сцені і титрах французької романтичної комедії Ni reprise ni échangée (в англійському варіанті Monique). Використана у рекламі норвезького магазину одягу Cubus.

## Склад
- Амброзія Парслі — вокал
- Денні Макгаф — клавішні
- Дюк Маквінні — гітара

## Дискографія

### Альбоми
- I Oughtta Give You a Shot in the Head for Making Me Live in this Dump (1999)
- Rough Dreams (2002) — не поширювався в США
- Who's Got Trouble?  (2005)
- Tainted Love: Mating Calls and Fight Songs (2007) — альбом кавер-версій

### EPs
- Breach (EP — 2004)

### Сингли
- «Goodnight Moon» (1999)
- «Bossa Nova» (1999)
- «John 2/14» (2002)
- «I Close My Eyes» (2005)